# Diplomatarium Islandicum
Diplomatarium Islandicum (Íslenzkt fornbréfasafn) blev udgivet af Det Islandske Litterære Selskab (Hið Íslenzka Bókmentafjelag) 1857-1976 i 16 bind, som blev udgivet af Jón Sigurðsson og Jón Þorkelsson med flere.
Første bind udkom 1857-1876 og blev bearbejdet med kritisk omhu og kyndighed af selskabets formand, Jón Sigurðsson (død 1879), der også gjorde omfattende forarbejder til de følgende bind. Første bind indeholder ca. 160 aktstykker (diplomer) angående Island og islandske personer indtil unionen med Norge i 1264. Det ældste islandske aktstykke, der findes opbevaret i originalen, er en fortegnelse over Snorri Sturlusons gård, Reykholts, kirkegods og inventarium for både 1100- og 1200-tallet. Det er den berømte "Reykholtsmáldagi", hvis ældste del stammer fra ca. 1185 og altså er det ældste originaldiplom i nordisk sprogform, mens i det mindste tre af dens syv afsnit stammer fra Snorri Sturlusons tid i Reykholt (ca. 1206-1241). 
Jo længere man kommer op i tiden, desto flere diplomer er der bevaret. Fra 1300-, 1400- og 1500-tallet findes der samlinger af "máldagar", foretaget af biskopperne. Også nogle brevbøger, som enkelte biskopper førte, findes fra 1400- og 1500-tallet.